# Commanderie van Sint Jan

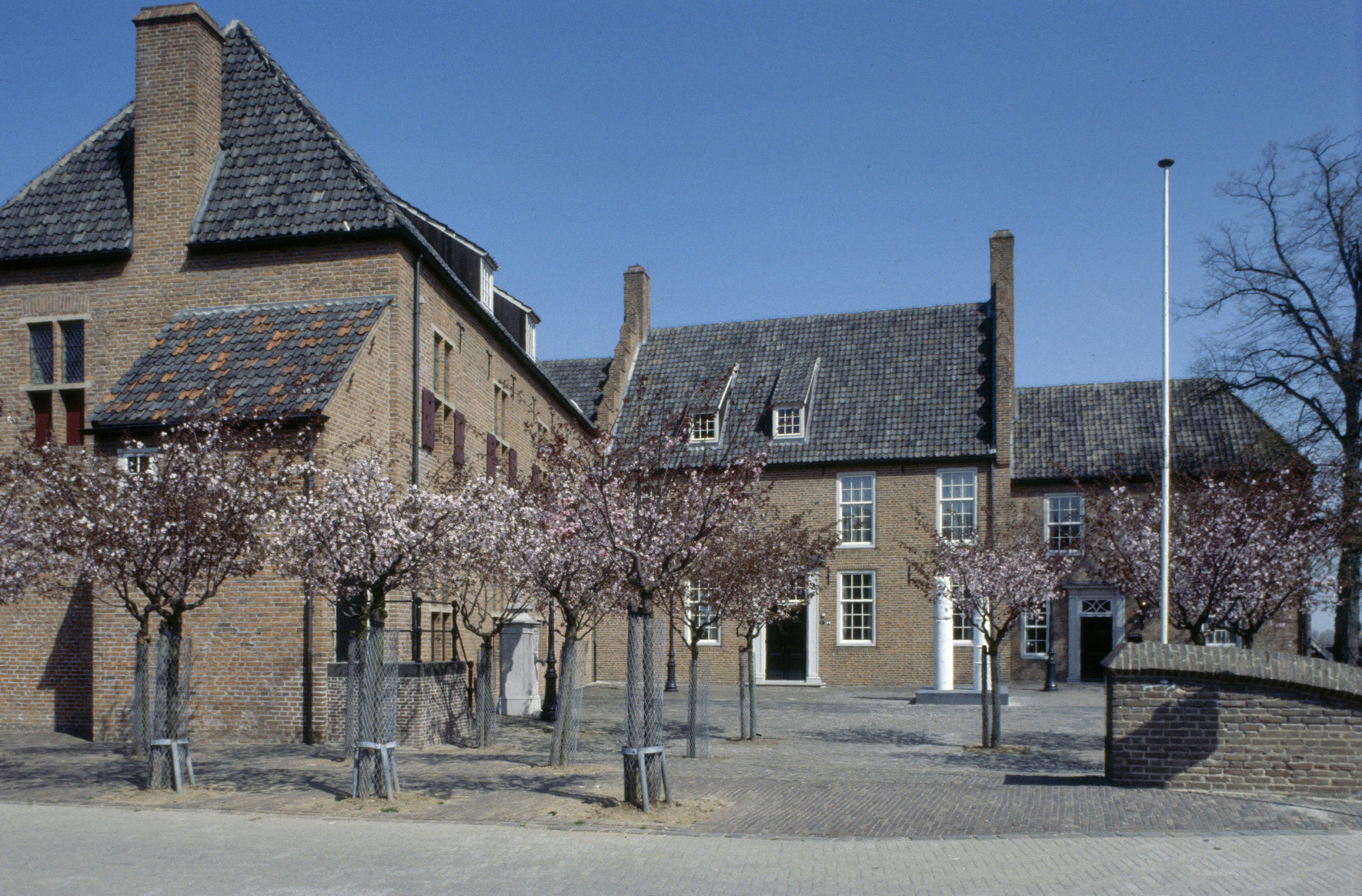
Commanderie van Sint Jan
(Zustand 1986)

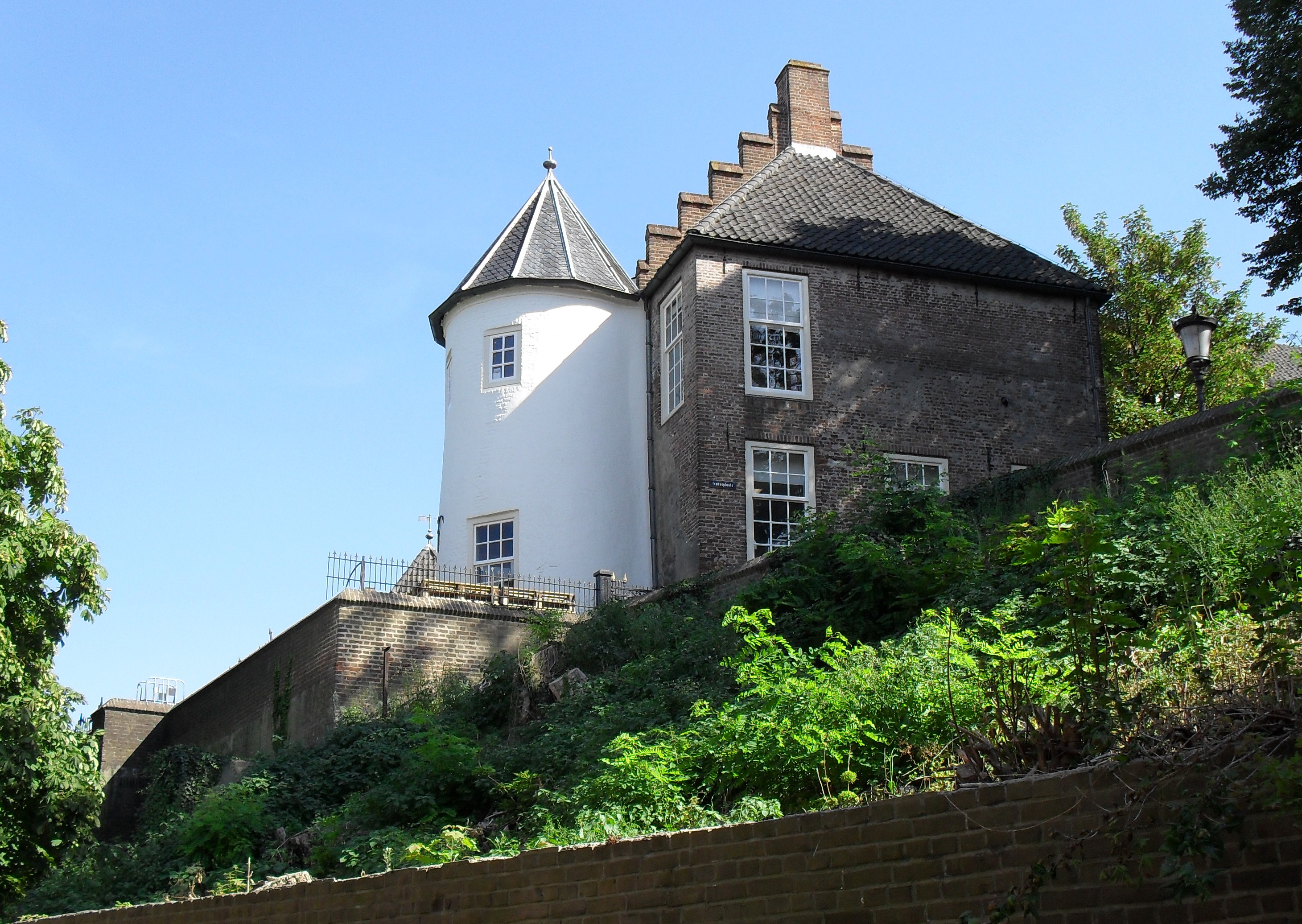
Commanderie von der Nonnenstraat aus gesehen
(Zustand 2014)

Die Commanderie van Sint Jan (deutsch „Kommandantur vom Heiligen Johannes“) ist das älteste, erhaltene Steingebäude der Stadt Nijmegen in der niederländischen Provinz Gelderland. Ihre Ursprünge lassen sich bis in das Jahr 1196 zurückverfolgen, als Rijksmonument ist sie unter Denkmalschutz gestellt. Im Laufe der Jahrhunderte diente sie unterschiedlichsten Zwecken.

## Geschichte
Das Gebäude wurde 1196 erstmals urkundlich erwähnt und zu diesem Zeitpunkt vom Grafen Alardus und seiner Frau Uda als Hospital betrieben. 1214 kam es an den Johanniterorden. Die Johanniter waren ein militärischer Mönchsorden, der an Kreuzzügen teilnahm und sich um Pilger kümmerte. Daher wandelten sie das Gebäude in ein Kloster mit einem Pilgerhaus um und gaben ihm den Namen des Heiligen Johannes (Sint Jan). Die Bezeichnung Commanderie rührt daher, dass an der Spitze der johannitischen Klöster stets ein Komtur (mittellateinisch commendator = „Befehlshaber“) stand.
1495 gab es im Kloster nur noch elf Betten, wovon neun für Mönche und Angestellte bestimmt waren. Das Hospital wurde kaum noch in Anspruch genommen. Jedoch befand sich auf dem Dachboden eine große Menge Hopfen, so dass man annehmen kann, dass das Gebäude in dieser Zeit in erster Linie als Mönchsbrauerei diente.
1530 übernahm der Johanniterorden die Insel Malta als Hauptsitz und wurde von daher auch als Malteserorden bezeichnet. Da die Commanderie exterritoriales maltesisches Gebiet war, blieb sie von den aufstrebenden Protestanten zunächst weitgehend unbehelligt unter der Bedingung, dass ein evangelischer Prediger Einzug in das Kloster halten konnte. Als jedoch die Protestanten auch in Nijmegen einen Ikonoklasmus durchführen wollten, trat die katholische Bevölkerung dem entgegen, wobei der Stuhl des Predigers aus der Kirche geschleppt, symbolisch ausgepeitscht und verbrannt wurde. 1576 wurden spanische Soldaten in der Commanderie einquartiert. 1578 schloss sich die Stadt den aufständischen Niederländern an, und das Haus wurde wieder evangelisch. Im Laufe des Achtzigjährigen Krieges wurde es abwechselnd als Quartier der katholisch spanischen oder der protestantisch niederländischen Truppen genutzt. Durch die Einwirkungen des Dreißigjährigen Krieges verfiel das Gebäude zusehends. Als 1636 der letzte Kommandant des Ordens starb, wurde die Commanderie als letztes katholisches Gebäude vom evangelischen Stadtrat beschlagnahmt. Die Kapelle wurde abgerissen.
1655 wurde von Johannes Smetius dem Jüngeren und Lambert Goris in der Commanderie die Illustere school untergebracht, ein Akademisches Gymnasium aus dem sich 1656 die Kwartierlijke Academie van Nijmegen („Akademie des Quartiers von Nijmegen“), eine Universität entwickelte. Im Jahr 1672 wurde das Gebäude infolge der französischen Besetzung erneut von Soldaten belegt. Als ab 1686 französische Hugenotten in großer Zahl in die Niederlande flohen, durften sie in der Commanderie eine wallonische Kirche errichten.

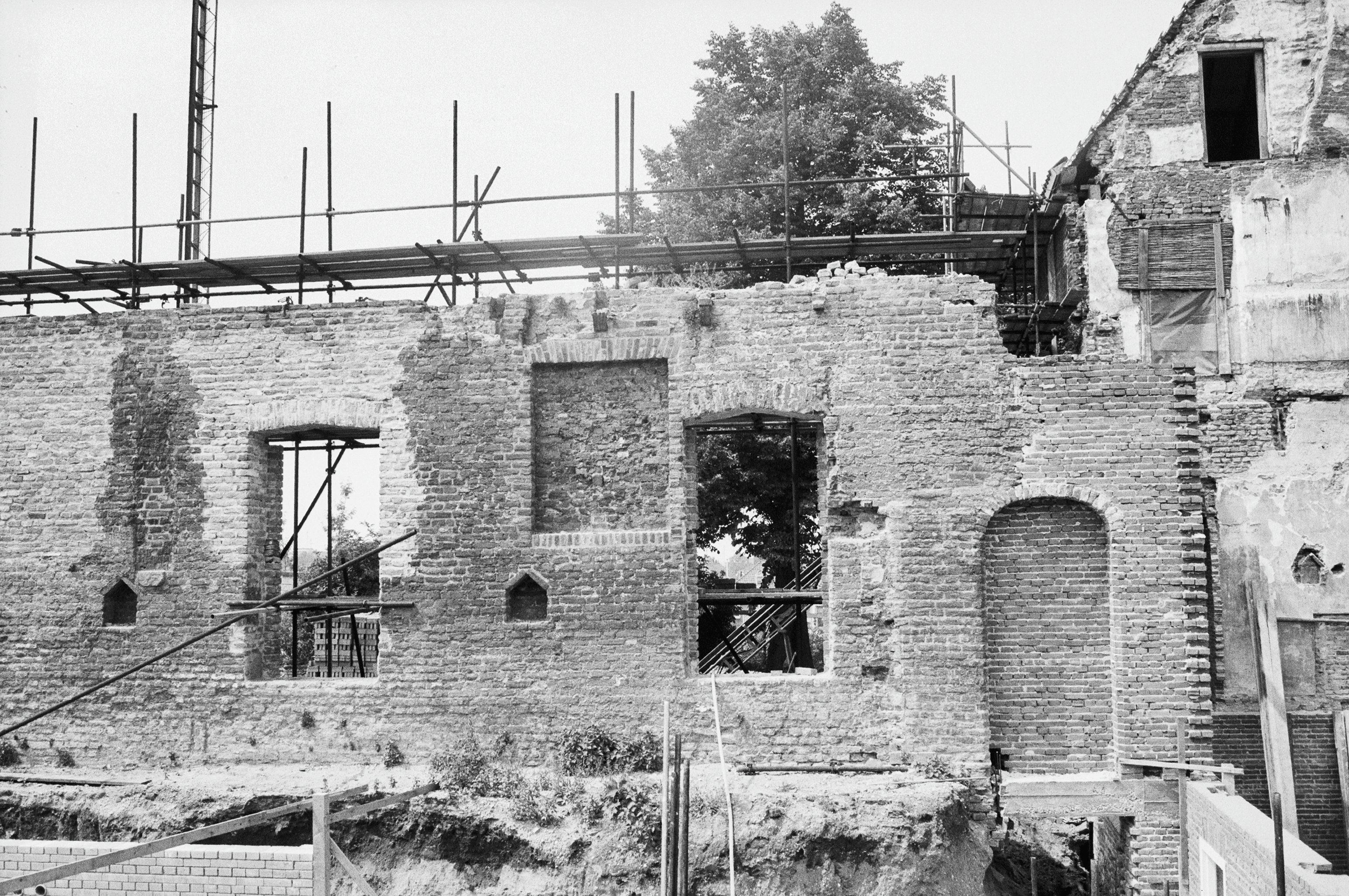
Der südliche Teil des Westflügels während der Restaurierungsarbeiten 1970

Das Ende der wallonischen Kirche kommt 1944 durch die Flächenbombardierung Nijmegens. Das Gebäude war schwer beschädigt, hätte aber wiederhergestellt werden können, wenn die Anwohner es nicht als Steinbruch genutzt hätten. Dadurch verkam die Commanderie mehr und mehr zur Ruine. 1952 kaufte ein Antiquitätenhändler diese Ruine und gestaltete darin ein romantisierendes Kellergewölbe, das unter dem Namen Het Wijnhuis („Das Weinhaus“) von Studenten der Verbindung SSN Roland betrieben und zu einem beliebten Ort des städtischen Nachtlebens wurde. Der Stadtrat wollte das Gebäude zwar abreißen, was jedoch an Protesten scheiterte. 1969 übernahm die Stichting Monumentenzorg („Stiftung Denkmalpflege“) das Gebäude. Die romantisierenden Stilelemente wurden wieder entfernt. Danach sollte das Gebäude nach einem ursprünglichen Plan als Vereinshaus der studentischen Verbindung fungieren. Inzwischen hatten sich jedoch die kulturellen Bedürfnisse gewandelt und insbesondere das Studentenleben hatte beträchtliche Veränderungen erfahren, so dass sich diese Absicht zerschlug. Stattdessen belegten ein städtisches Museum und eine städtische Brauerei das Gebäude. 1999 wurden die Bestände des Museums mit denen des Museums Kam zusammengelegt und im neuen Museum Het Valkhof untergebracht.
Heute ist das Gebäude ein lebendiges Zentrum für Handwerk, Gastronomie und Kultur. In der Commanderie sind jetzt unter anderen eine Chocolaterie, eine Kaffeerösterei und die De Hemel Brauerei mit Restaurant und Brauereicafé untergebracht. Als eingetragenes Rijksmonument mit der Nummer 31123 ist sie unter Denkmalschutz gestellt.